# Germania all'Eurovision Song Contest 2010
La Germania ha selezionato il suo rappresentante per l'Eurovision Song Contest 2010 di Oslo attraverso un concorso canoro: Unser Star für Oslo 2010 (La nostra stella per Oslo 2010).

## Organizzazione
Lo show è stato suddiviso in 3 "heats", una semifinale e la finale:

### First heat (2 e 9 febbraio 2010)
Nel first heat si sono esibiti tutti i 20 concorrenti, 10 sono stati eliminati, mentre gli altri 10 si sono esibiti nel second heat:

#### Primo round
| Ord. | Artista               | Canzone (artisti originali)      | Risultato   |
| ---- | --------------------- | -------------------------------- | ----------- |
| 1    | Benjamin Peters       | "Bodies" (Robbie Williams)       | Eliminato   |
| 2    | Kerstin Freking       | "My Immortal" (Evanescence)      | Qualificato |
| 3    | Johannes Böhm         | "Crazy" (Seal)                   | Eliminato   |
| 4    | Daliah Sharaf         | "At Last" (Etta James)           | Eliminato   |
| 5    | Cyril Krueger         | "Hotel California" (Eagles)      | Qualificato |
| 6    | Michael Kraus         | "Loving You" (Paolo Nutini)      | Eliminato   |
| 7    | Meri Voskanian        | "Release Me" (Agnes)             | Qualificato |
| 8    | Katrin Walter         | "Nobody Knows" (Pink (cantante)) | Qualificato |
| 9    | Sebastian Schwarzbach | "Home" (Michael Bublé)           | Eliminato   |
| 10   | Lena Meyer-Landrut    | "My Same" (Adele)                | Qualificato |

#### Secondo round
| Ord. | Artista              | Canzone (artisti originali)          | Risultato   |
| ---- | -------------------- | ------------------------------------ | ----------- |
| 1    | Jennifer Braun       | "I'm Outta Love" (Anastacia)         | Qualificato |
| 2    | Benjamin Hartmann    | "Better Together" (Jack Johnson)     | Eliminato   |
| 3    | Maria-Lisa Straßburg | "Saving My Face" (KT Tunstall)       | Qualificato |
| 4    | Behnam Seifi         | "Save Room" (John Legend)            | Eliminato   |
| 5    | Sharyhan Osman       | "I Have Nothing" (Whitney Houston)   | Qualificato |
| 6    | Alex Senzig          | "Wherever You Will Go" (The Calling) | Eliminato   |
| 7    | Jana Wall            | "Who Knew" (Pink (cantante))         | Eliminato   |
| 8    | Franziska Weber      | "Love Foolosophy" (Jamiroquai)       | Eliminato   |
| 9    | Leon Taylor          | "Der Weg" (Herbert Grönemeyer)       | Qualificato |
| 10   | Christian Durstewitz | "Faith" (George Michael)             | Qualificato |

### Second heat (16, 23 febbraio e 2 marzo 2010)
Il second heat ha visto competere inizialmente i 10 qualificati del first heat, che si sono ridotti prima a 8, poi a 6 e infine a 5:

#### Primo round
| Ord. | Artista              | Canzone (artista originale)             | Risultato |
| ---- | -------------------- | --------------------------------------- | --------- |
| 1    | Meri Voskanian       | "If I Ain't Got You" (Alicia Keys)      | Eliminato |
| 2    | Jennifer Braun       | "Like The Way I Do" (Melissa Etheridge) |           |
| 3    | Maria-Lisa Straßburg | "Helena" (My Chemical Romance)          | Eliminato |
| 4    | Leon Taylor          | "Irgendwas bleibt" (Silbermond)         |           |
| 5    | Katrin Walter        | "Warwick Avenue" (Duffy)                |           |
| 6    | Kerstin Freking      | "Not Ready to Make Nice" (Dixie Chicks) |           |
| 7    | Christian Durstewitz | "Change" (Daniel Merriweather)          |           |
| 8    | Sharyhan Osman       | "Feel The Nile" (composizione propria)  |           |
| 9    | Lena Meyer-Landrut   | "Diamond Dave" (The Bird and the Bee)   |           |
| 10   | Cyril Krueger        | "Hot Fudge" (Robbie Williams)           |           |

#### Secondo round
| Ord. | Artista              | Canzone (artisti originali)                        | Risultato |
| ---- | -------------------- | -------------------------------------------------- | --------- |
| 1    | Katrin Walter        | "Love Song" (Sara Bareilles)                       | Eliminato |
| 2    | Sharyhan Osman       | "Is You Is or Is You Ain't My Baby" (Louis Jordan) |           |
| 3    | Cyril Krueger        | "Beautiful Day" (U2)                               | Eliminato |
| 4    | Jennifer Braun       | "I'm with You" (Avril Lavigne)                     |           |
| 5    | Christian Durstewitz | "Another Night" (composizione propria)             |           |
| 6    | Lena Meyer-Landrut   | "Foundations" (Kate Nash)                          |           |
| 7    | Kerstin Freking      | "Thank U" (Alanis Morissette)                      |           |
| 8    | Leon Taylor          | "Are You Gonna Go My Way" (Lenny Kravitz)          |           |

#### Terzo round
| Ord. | Artista              | Canzone (artisti originali)          | Risultato |
| ---- | -------------------- | ------------------------------------ | --------- |
| 1    | Kerstin Freking      | "Better" (Regina Spektor)            |           |
| 2    | Lena Meyer-Landrut   | "New Shoes" (Paolo Nutini)           |           |
| 3    | Jennifer Braun       | "Ain't Nobody" (Rufus & Chaka Khan)  |           |
| 4    | Leon Taylor          | "Tears in Heaven" (Eric Clapton)     | Eliminato |
| 5    | Sharyhan Osman       | "In the City" (composizione propria) |           |
| 6    | Christian Durstewitz | "Dance with Somebody" (Mando Diao)   |           |

### Third heat (5 marzo 2010)
Nel third heat passano 4 concorrenti su 5:
| Ord. | Artista              | Prima canzone (artisti originali)                | Ord. | Seconda canzone (artisti originali)                           | Risultato   |
| ---- | -------------------- | ------------------------------------------------ | ---- | ------------------------------------------------------------- | ----------- |
| 1    | Sharyhan Osman       | "You've Got the Love" (Florence and the Machine) | 6    | "Never Felt The Way That I Feel Today" (composizione propria) | Eliminato   |
| 2    | Jennifer Braun       | "Soulmate" (Natasha Bedingfield)                 | 7    | "Nobody's Wife" (Anouk)                                       |             |
| 3    | Kerstin Freking      | "If A Song Could Get Me You" (Marit Larsen)      | 8    | "Somedays" (Regina Spektor)                                   |             |
| 4    | Christian Durstewitz | "Ochrasy" (Mando Diao)                           | 9    | "Stalker" (composizione propria)                              |             |
| 5    | Lena Meyer-Landrut   | "Mouthwash" (Kate Nash)                          | 10   | "Neopolitan Dreams" (Lisa Mitchell)                           | Qualificato |

### Semifinale (9 marzo 2010)
Con la semifinale 2 vengono eliminati mentre 2 accederanno alla finale:
| Ord. | Artista              | Prima canzone (artisti originali) | Risultato   | Ord. | Seconda canzone (artisti originali) | Risultato   |
| ---- | -------------------- | --------------------------------- | ----------- | ---- | ----------------------------------- | ----------- |
| 1    | Christian Durstewitz | "I'm Yours" (Jason Mraz)          | Qualificato | 5    | "In Your Hands" (Charlie Winston)   | Eliminato   |
| 2    | Kerstin Freking      | "Hands Clean" (Alanis Morissette) | Eliminato   | -    | Non avanzato                        | -           |
| 3    | Lena Meyer-Landrut   | "Mr. Curiosity" (Jason Mraz)      | Qualificato | 6    | "The Lovecats" (The Cure)           | Qualificato |
| 4    | Jennifer Braun       | "Heavy Cross" (Gossip)            | Qualificato | 7    | "Hurt" (Christina Aguilera)         | Qualificato |

### Finale (12 marzo 2010)

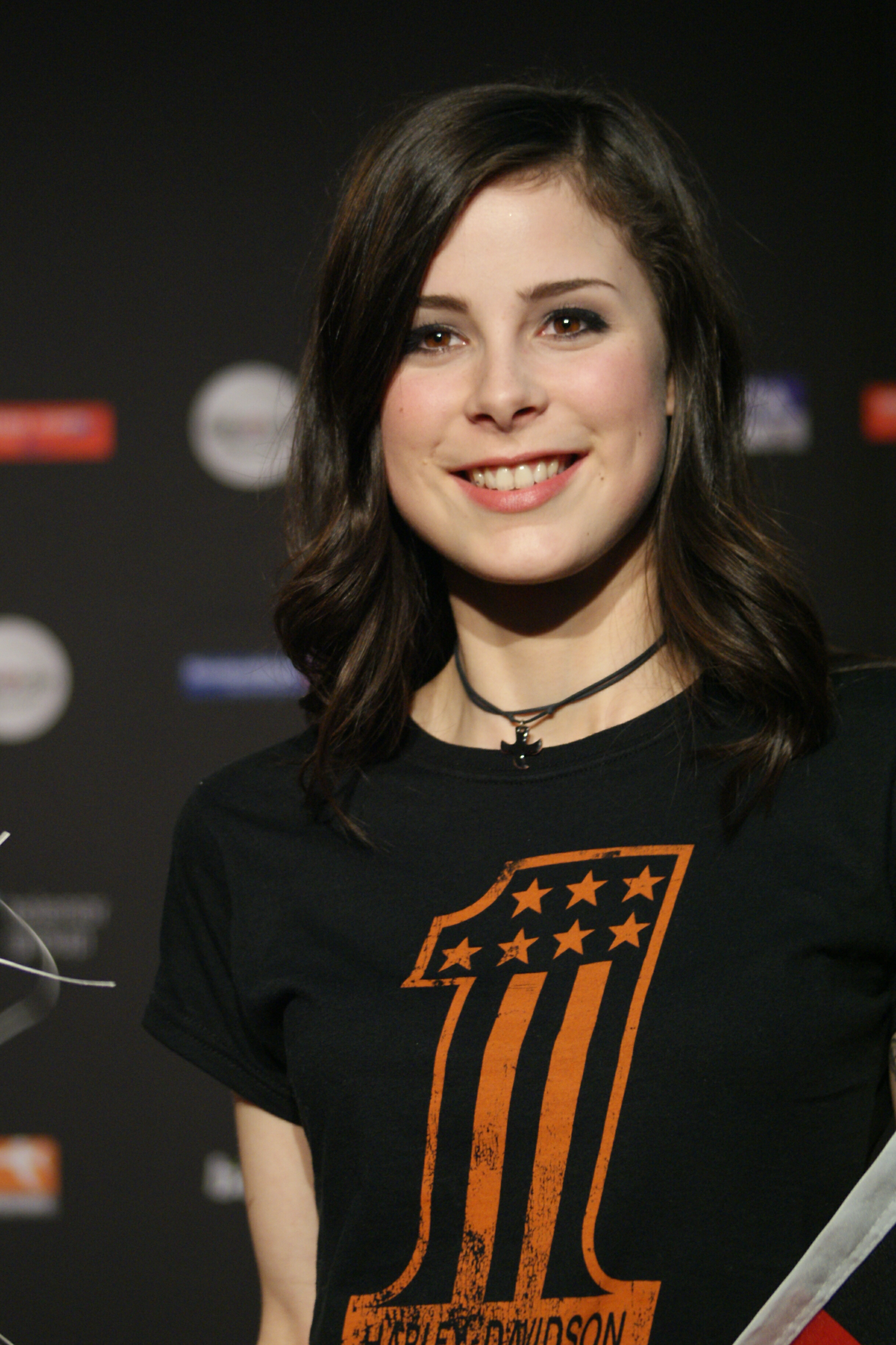
Lena Meyer-Landrut, la rappresentante della Germania all'Eurovision Song Contest 2010.

#### Selezione della canzone
| Artista            | Canzone (artisti originali)                                           | Risultato |
| ------------------ | --------------------------------------------------------------------- | --------- |
| Jennifer Braun     | "I Care for You" (Martin Fliegenschmidt, Claudio Pagonis, Max Mutzke) | Avanza    |
| Lena Meyer-Landrut | "Satellite" (Julie Frost, John Gordon)                                | Avanza    |
| Jennifer Braun     | "Bee" (Rosi Golan, Per Kristian Ottestad, Mayaeni Strauss)            |           |
| Jennifer Braun     | "Satellite" (Julie Frost, John Gordon)                                |           |
| Lena Meyer-Landrut | "Bee" (Rosi Golan, Per Kristian Ottestad, Mayaeni Strauss)            |           |
| Lena Meyer-Landrut | "Love Me" (Stefan Raab, Lena Meyer-Landrut)                           |           |

| Artista            | Canzone (artisti originali)                                           | Risultato |
| ------------------ | --------------------------------------------------------------------- | --------- |
| Lena Meyer-Landrut | "Satellite" (Julie Frost, John Gordon)                                | Vincitore |
| Jennifer Braun     | "I Care for You" (Martin Fliegenschmidt, Claudio Pagonis, Max Mutzke) | Finalista |

## All'Eurovision Song Contest
La Germania rientra nella categoria dei Big4, cioè dei quattro paesi europei che, per i loro contributi alla manifestazione, hanno il diritto di accedere direttamente in finale. Pertanto, la Germania ha gareggiato direttamente in finale, il 29 maggio, vincendo.